# 欠端瑛子
欠端 瑛子（かけはた えいこ、1993年〈平成5年〉2月19日 - ）は、日本の女子ゴールボール選手。ゴールボール女子日本代表。2015年からセガサミーホールディングス所属。
父親は元プロ野球選手で横浜ベイスターズに所属していた欠端光則。

## 人物
神奈川県横浜市金沢区出身。横浜市立盲特別支援学校高等部、横浜美術大学卒業。
先天性白皮症による弱視があり、スポーツが嫌いであったが、高校2年のときに、友人から「大会に出る人が足りない」と言われて誘われたのがきっかけでゴールボールを始めた。国際大会への初参加は2011年のコロラドユース大会。大学在学中に出場した2012年ロンドンパラリンピックでは金メダルを獲得した。2016年リオデジャネイロパラリンピックでは第5位。2018年アジアパラ競技大会優勝。2019年アジアパシフィック選手権優勝。2020年東京パラリンピックに出場内定。
ポジションは2012年ロンドンパラリンピックの頃までセンター、その後はレフトを務めることが多い。得意技は「回転投げ」。